# 帕特里夏·卡利亚蒂
帕特里夏·卡利亚蒂（Patricia Annie Kaliati，1967年—）是一位马拉维政治人物和教育界人士以及天主教教徒， 1993年至1999年在小学和中学任教，後來在马拉维内阁担任部长。